# Antrodoco
Antrodoco és un municipi situat al territori de la província de Rieti, a la regió del Laci, (Itàlia). Antrodoco limita amb els municipis de Borbona, Borgo Velino, Cagnano Amiterno, Fiamignano, L'Aquila, Micigliano, Petrella Salto i Scoppito.

## Galeria

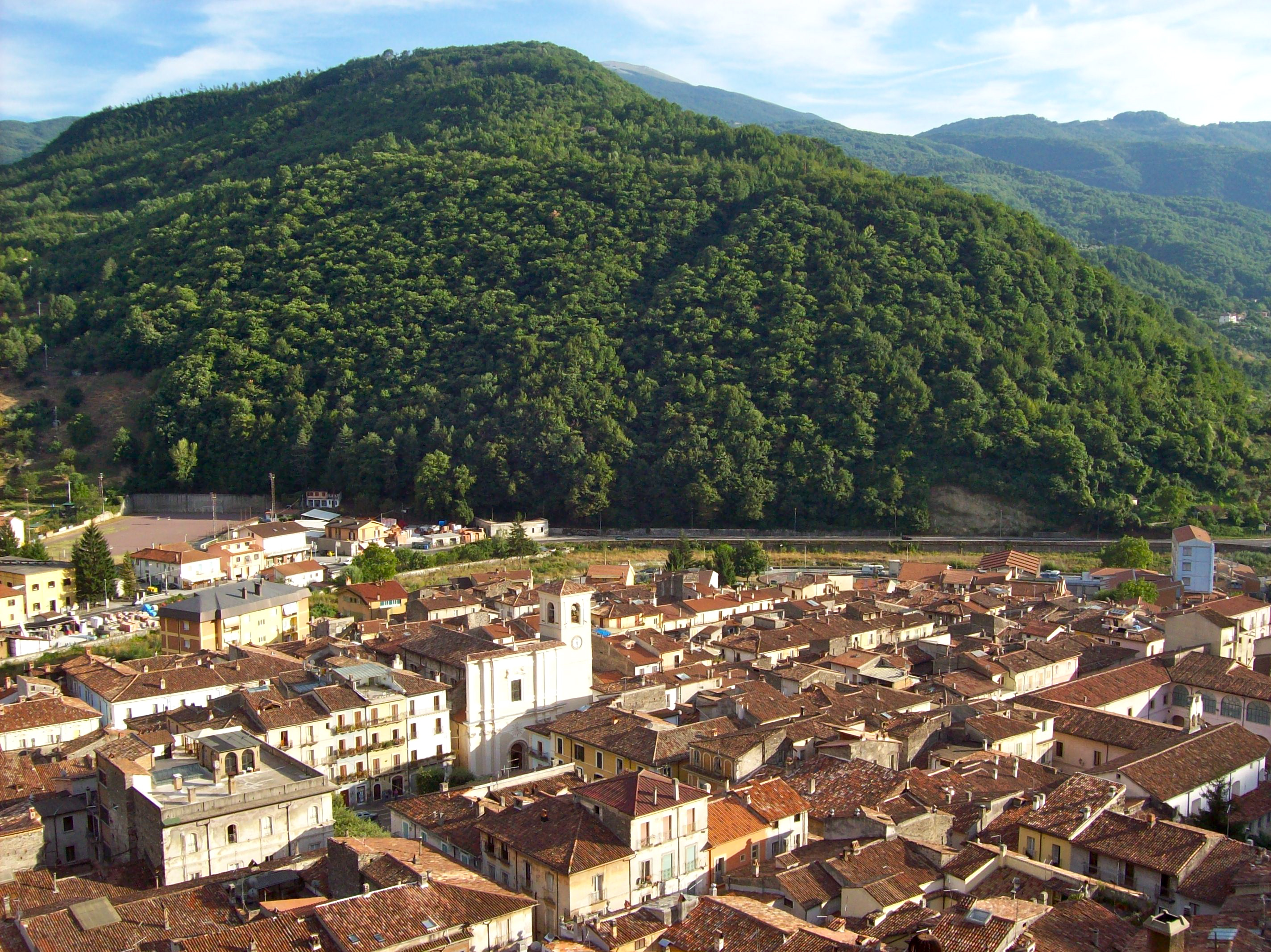
Vista d'Antrodoco